# Hepneriana joannae
Hepneriana joannae är en insektsart som först beskrevs av Irena Dworakowska 1984.  Hepneriana joannae ingår i släktet Hepneriana och familjen dvärgstritar. Inga underarter finns listade i Catalogue of Life.